# Automobilismo de velocidade
Automobilismo de velocidade é um tipo de corrida que acontece em circuitos pavimentados fechados (fechando trechos de ruas e estradas,  como construindo um lugar fechado para esse fim), que é disputado com um formato de corrida, sendo que o objetivo é  determinado por um número de voltas predeterminado pela organização da corrida, o vencedor é o piloto que percorrer a prova com o menor tempo possível, ou percorra tantas voltas quanto possível em um determinado tempo. Os principais tipos de carros usados em corridas de velocidade são carros monoposto, carros de stock car, protótipos esportivos.
As corridas de velocidade diferem claramente do rally, que ocorrem em dias separados. drift, o Rallycross e autocross, o drift também ocorre em circuitos, mas nesse caso, o objetivo da corrida não é ser  o mais rápido, mas aquele que conseguir a melhor  pontuação da derrapagem do carro.

## Como ocorre a competição
Uma corrida de velocidade pode ser composta por até quatro partes diferentes: sessão de treino, sessão de qualificação, corridas de qualificação e corrida final, assim como a Fórmula 1.
Os participantes circulam pelo circuito avaliando as características do mesmo e o comportamento do carro. Para melhorar os tempos de volta, o piloto modifica os diferentes parâmetros de ajuste de seu carro (suspensão, pneus, freios, etc).
Na sessão de qualificação ou qualificação , os pilotos devem dar voltas o mais rápido possível ao circuito. De acordo com a competição, os pilotos podem ficar restritos a um certo número máximo de voltas e podem pedalar sozinhos ou simultaneamente. Em certos campeonatos há uma super classificação , que exige os melhores pilotos qualificados para voltarem, normalmente sem a presença de seus colegas na pista.
A corrida final é aquela que premia pontos pelo campeonato, classificados de acordo com os resultados das temporadas de qualificação. Os pilotos começam e competem simultaneamente, tentando chegar o mais rápido possível à linha de chegada, uma vez que o tempo ou as voltas previamente estipuladas tenham sido concluídos. Em geral, o circuito tem uma área onde as equipes podem consertar carros danificados, reabastecer, substituir pneus e, em corridas de endurance tem a possibilidade de trocar o motorista.
Em alguns campeonatos, antes da corrida final há a disputa de corridas de qualificação, que geralmente duram menos do que a última corrida e dar alguns pontos (ou nenhum) para o piloto. Por exemplo, nas provas de turismo Wagon, os pilotos são divididos em três grupos, de acordo com os resultados da classificação. A posição de largada da última corrida é montada de acordo com as posições de chegada dos pilotos nas três provas de qualificação, Do mesmo modo, a posição de partida do Daytona 500 é formado de acordo com os resultados de duas mangas, cuja ordem de partida é determinada a partir do resultado da rodada de classificação. Em outros casos, não há uma única corrida final, mas duas ou três corridas. É comum que cada corrida corresponda a um lote de classificação diferente. Em contraste, no Campeonato Mundial de Carros de Turismo.
A Série GP2 usa o mesmo sistema do World Touring Car Championship, com a diferença de que a primeira corrida é mais longa e dá mais pontos do que a segunda.

## Galeria

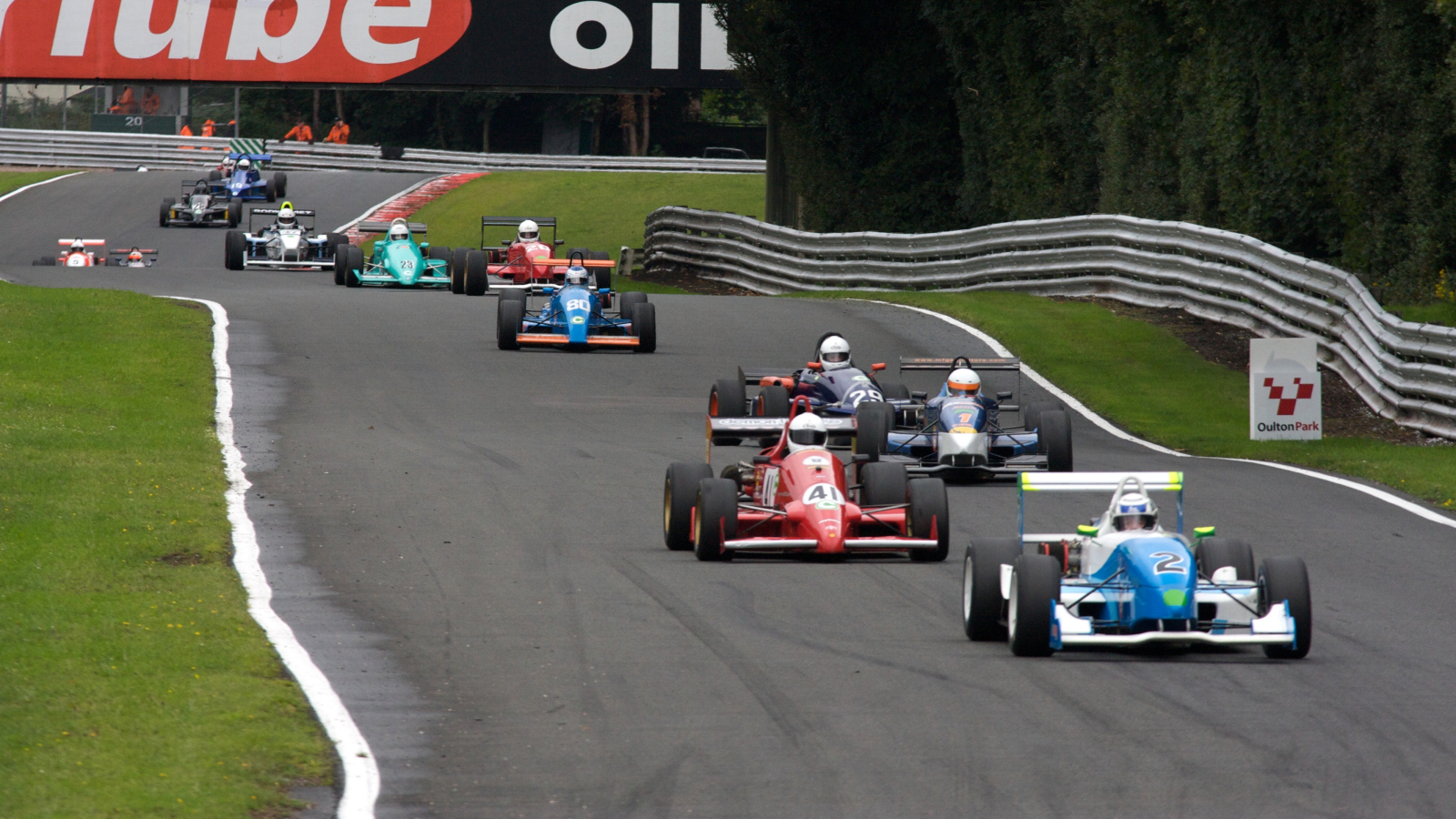
Corrida de monoposto
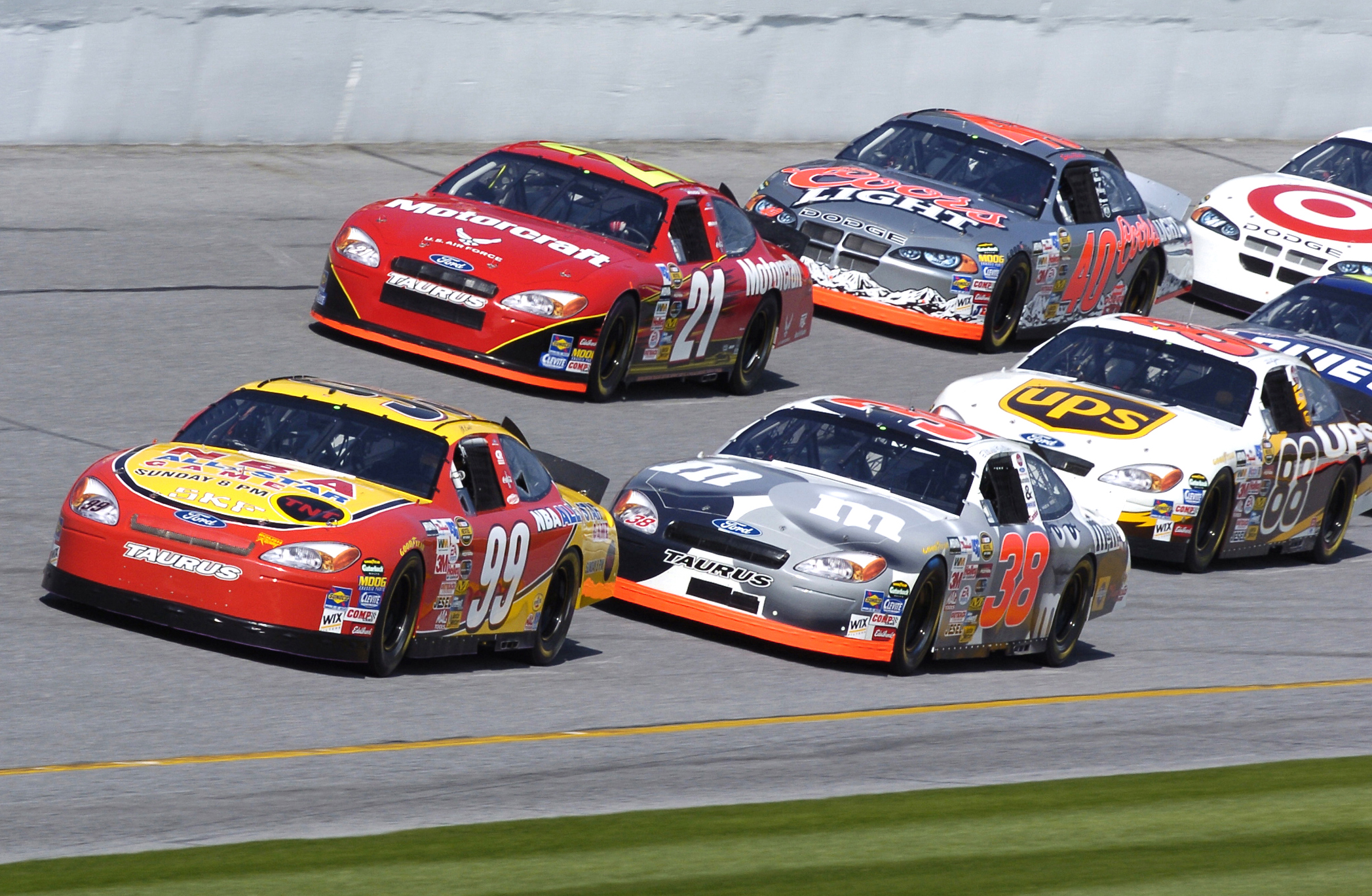
Daytona 500 de 2004
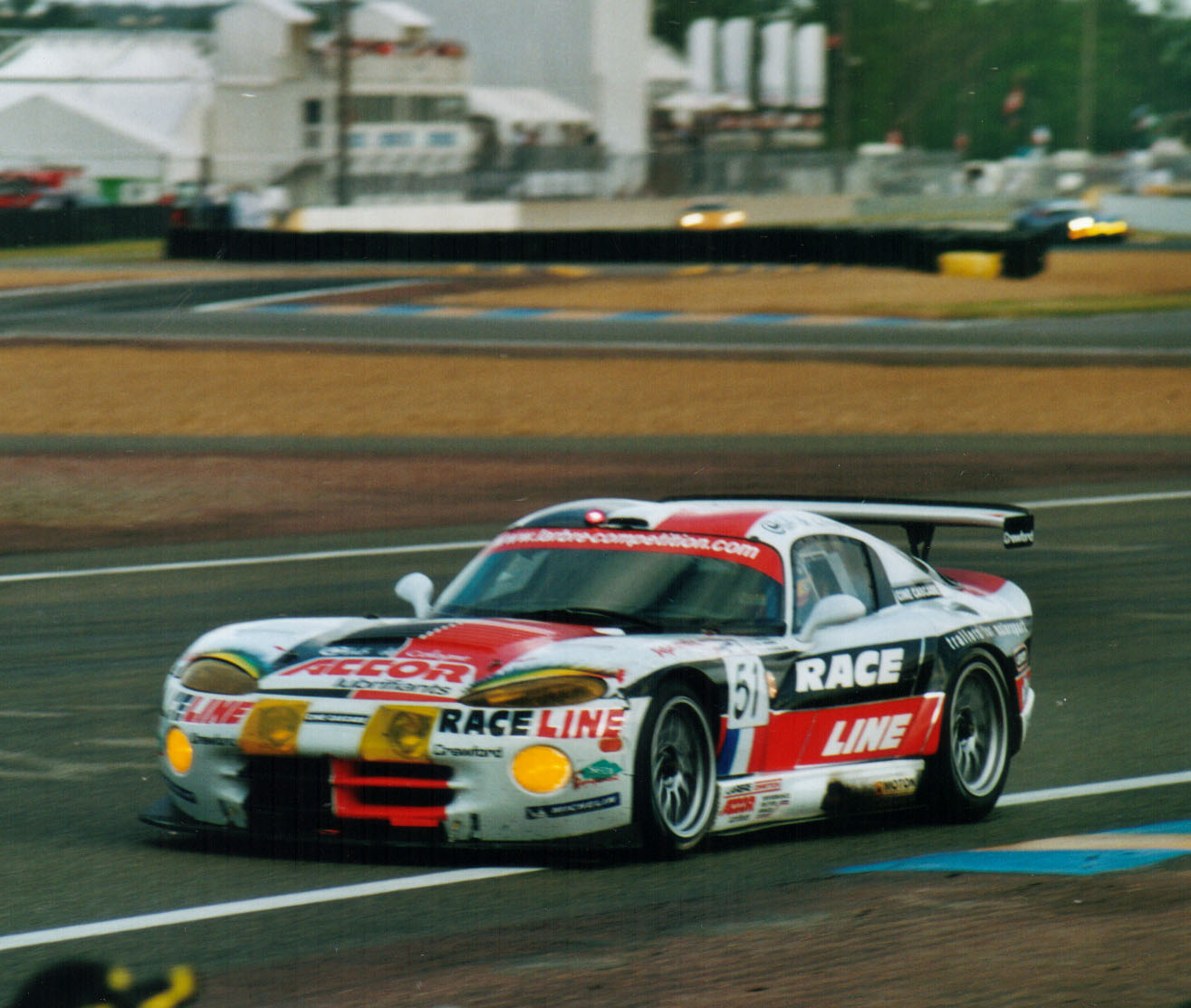
24 Horas de Le Mans
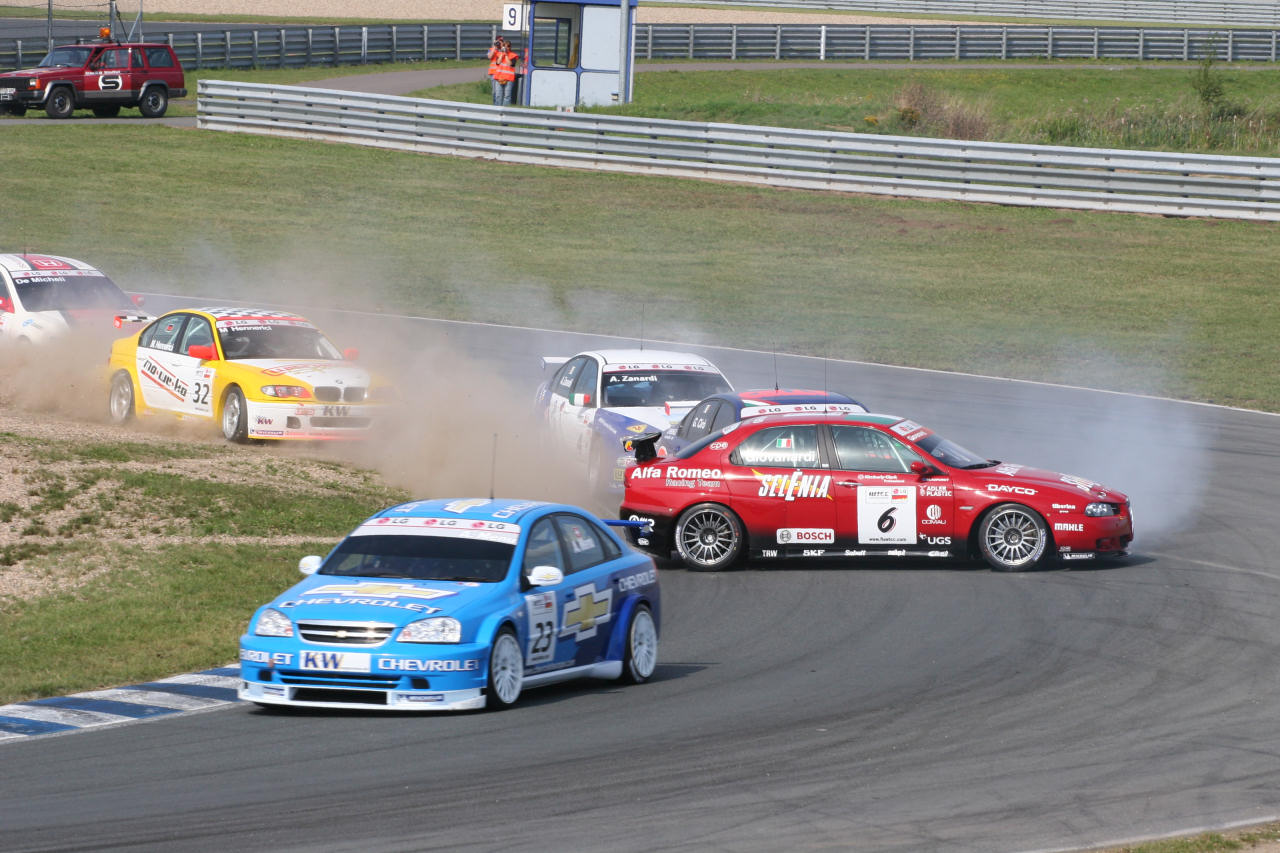
Campeonato Mundial de Turismo de 2005